# Zdenek Felix
Zdenek Felix (* 30. dubna 1938 Český Brod) je český teoretik umění, výtvarný kritik a kurátor výstav současného umění. Po srpnu 1968 emigroval do Švýcarska, kde byl asistentem Haralda Szeemanna. Později působil jako kurátor v Essenu, byl ředitelem Kunstverein v Mnichově a v letech 1991–2003 byl ředitelem výstavního komplexu Deichtorhallen v Hamburku, který se za jeho působení stal jednou z deseti nejuznávanějších výstavních institucí v Evropě. Žije a pracuje v Berlíně.

## Život
Dětství strávil v Praze. Jeho otec JUDr. Zdeněk Felix se za německé okupace zapojil do odboje, roku 1943 byl zatčen a roku 1945 zemřel v koncentračním táboře v Ebrachu. V letech 1957–1963 Zdeněk Felix vystudoval filozofii, historii a estetiku na Filozofické fakultě Univerzity Karlovy v Praze. Studia ukončil obhajobou diplomové práce F.J. Schelling a podstata umělecké činnosti.
Do roku 1968 byl redaktorem časopisu Výtvarné umění a kurátorem výstav současného umění. Po srpnové okupaci emigroval do Švýcarska a působil jako asistent jednoho z nejvýznamnějších kurátorů umění Haralda Szeemanna v Kunsthalle v Bernu a v Kunstmuseum v Basileji. Roku 1976 se přestěhoval do Německa a působil jako kurátor Musea Folkwang v Essenu (1976–1986) a jako ředitel Kunstverein v Mnichově (1986–1991). Od roku 1991 do roku 2003 byl ředitelem Deichtorhallen v Hamburku. Od roku 2003 žije a pracuje jako nezávislý kurátor v Berlíně. Pracuje jako vrchní kurátor pro soukromou uměleckou nadaci KAI 10 Arthena Foundation v Düsseldorfu. Je členem Vědecké rady Národní galerie v Praze.

## Dílo
Koncem 60. let byl Zdenek Felix jedním z kurátorů výstav skupiny Křižovatka pod názvem Nová citlivost. V roce 1968 se podílel na výstavě Jiřího Koláře v Institut für Moderne Kunst v Norimberku (s. D. Mahlowem a W. Schmiedem). V časopisu Výtvarné umění představil díla Endre Nemese, Stana Filka, Jiřího Hilmara, Rudolfa Volrába nebo Jiřího Bieleckého. Také po odchodu do emigrace uspořádal výstavy několika českých a slovenských výtvarníků.
Po emigraci byl Zdenek Felix kurátorem více než 180 výstav ve Švýcarsku, Německu, Čechách, Itálii, Francii, Holandsku, Maďarsku, Finsku a Norsku. Je považován za průkopníka nových směrů na umělecké scéně. Jako jeden z prvních kurátorů ve veřejných institucích představil umělce jako je Gerhard Richter, Mario Merz, Jannis Kounellis, Per Kirkeby, Hans Peter Feldmann, Giuseppe Penone, Katharina Sieverdingová, Andreas Schulze, Luciano Fabro, Jiri Georg Dokoupil, Cindy Shermanová, Jeff Wall, Martin Kippenberger, Albert Oehlen, John Baldessari, Hanne Darbovenová, Ellen Sturtevant, Anselm Kiefer, Imi Knoebel a Thomas Zipp.
Během dvanácti let ve funkci ředitele Kunsthalle v Hamburku (1991–2003) uspořádal výstavy předních výtvarníků a fotografů, jako Andy Warhol, Helmut Newton, Andreas Gursky, Keith Haring, Cindy Shermanová, Louise Bourgeois, Ilja Kabakov, Martin Kippenberger nebo Andrea Zittel.
Roku 2004 byl hlavním kurátorem přehlídky Made in Berlin na Art Forum Berlin, kam vybral 42 umělců reprezentovaných celkem 37 německými galeriemi.

### Kurátor výstav (výběr)
- 1968 – Antonín Málek: Obrazy a kresby 1964 –1968, Galerie na Karlově náměstí, Praha
- 1981 – Otto Dix Zum 90. Geburtstag Des Ku?nstlers : Gemalalde, Aquarelle, Zeichnungen, Graphiken, Galerie Neher
- 1984 – Der westdeutsche Impuls 1900–1914. Kunst und Umweltgestaltung im Industriegebiet: Die Margarethenhöhe. Das Schöne und die Ware, Museum Folkwang Essen
- 1985 – Künstliche Paradiese : Salvo, Andreas Schulze, Milan Kunc, George Condo, David Bowes, Dieter Teusch, Museum Folkwang Essen, Kunstverein München
- 1985 – Miloš Urbásek – Zeichnungen 1982–1985, Museum Folkwang Essen
- 1991 – Arte Povera 1971 und 20 Jahre danach. Anselmo, Boetti, Fabro, Kounellis, Merz, Paolini, Penone, Pistoletto, Prini, Salvo, Zorio, Kunstverein München
- 1997 – Pierre Soulages. Malerei als Farbe und Licht, Deichtorhallen Hamburg
- 2000 – HausSchau. Das Haus in der Kunst, Deichtorhallen Hamburg
- 2001 – Jean-Marc Bustamante „Long Playing“, Deichtorhallen Hamburg
- 2001 – Elizabeth Peyton, Deichtorhallen Hamburg
- 2003 – Japan – Fotografie, Keramik und Fotografie – Tradition und Gegenwart, Deichtorhallen Hamburg
- 2013 – Artists for Tichy – Tichy for Artists, GASK Kutná Hora
- 2017 – Metamorphosis (Habima Fuchs, Thomas Helbig, Renaud Jerez, Kris Lemsalu, Mary-Audrey Ramirez), SVIT Praha